# L'Abolition (téléfilm)
Pour plus de détails, voir Fiche technique et Distribution.
L'Abolition est un téléfilm franco-belge en deux parties réalisé par Jean-Daniel Verhaeghe, diffusé en 2009 sur France 2 inspiré des livres de Robert Badinter : L'Exécution et L'Abolition.

## Synopsis
L'histoire de Robert Badinter qui fut l'artisan majeur de l'abolition de la peine de mort en France.

## Fiche technique
- Titre : L'Abolition
- Réalisation : Jean-Daniel Verhaeghe
- Scénario : Alain Godard d'après L'Exécution et L'Abolition de Robert Badinter
- Production : Christophe Louis et Jean Nainchrik
- Musique : Carolin Petit
- Photographie : Marc Falchier
- Costumes : Bernadette Villard, Nicole Meyrat
- Pays d'origine : France, Belgique
- Format : couleurs
- Genre : drame
- Durée : 180 minutes (90 min × 2 parties)
- Diffusion : 27 janvier 2009 (France 2)

## Distribution
- Charles Berling : Robert Badinter
- Didier Bezace : le président de la cour d'assises lors du procès Bontems
- Gérard Depardieu : Henry Torrès
- Edwin Krüger : assesseur du président de la cour d'assises lors du procès Bontems
- Laurence Cordier : Élisabeth Badinter
- Alain Fromager : Philippe Lemaire
- Mathieu Simonet : François Binet
- Marc Bodnar : Roger Bontems
- Thierry Gibault : Claude Buffet
- Philippe Uchan : l'avocat général à Troyes
- Quentin Ogier : Patrick Henry
- Sören Prévost : le journaliste d'Est-Éclair
- Julien Tortora : l'employé de l'hôtel
- Monique Chaumette : la mère de Robert Badinter
- Bernard Haller : académicien
- Marc Fayet : le médecin légiste
- Roger Dumas